# Brabham BT7

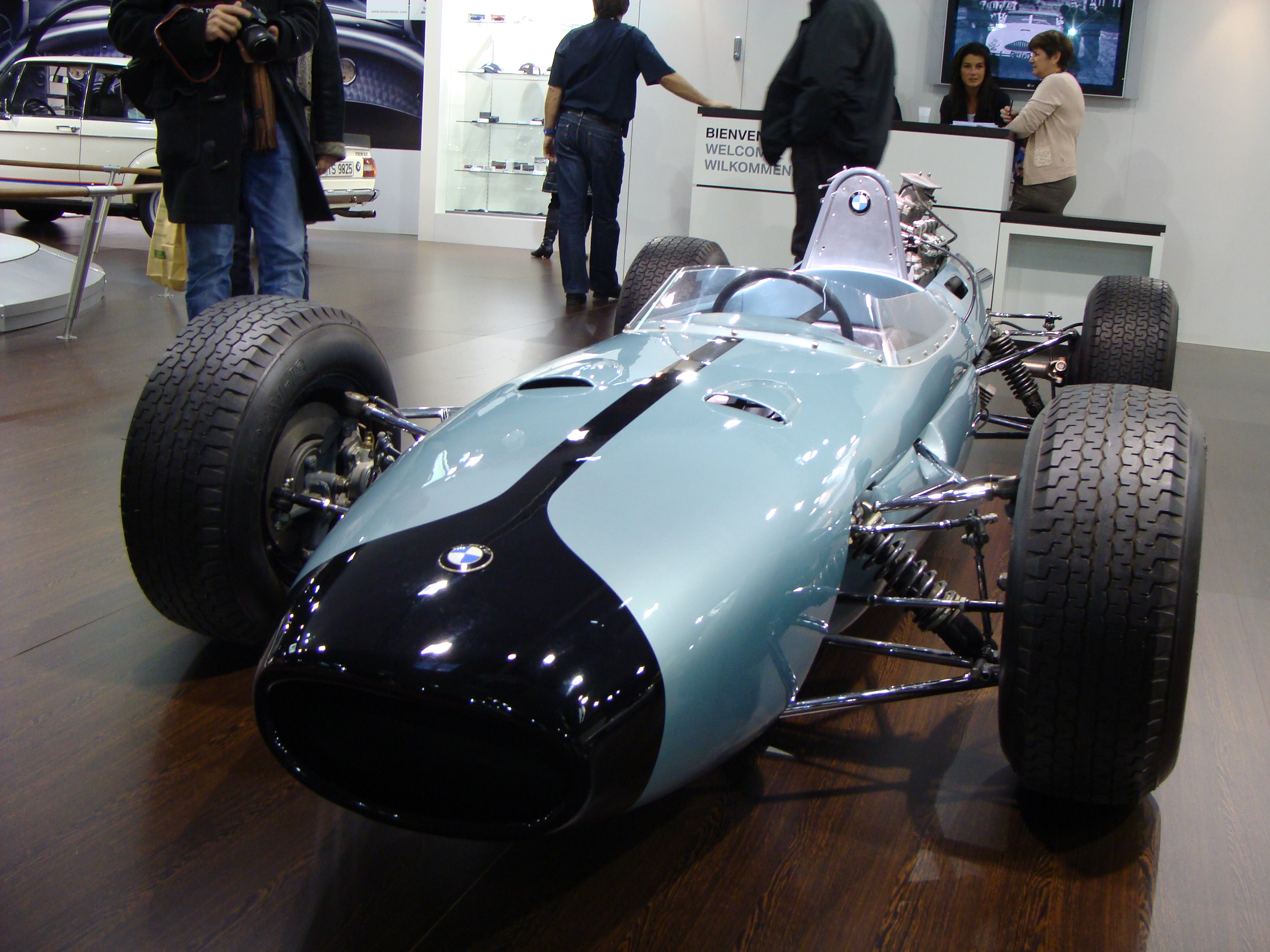
Brabham BT7

Der Brabham BT7 war ein Formel-1-Rennwagen, der 1963 von Brabham entwickelt und gebaut wurde und bis 1966 zum Einsatz kam.
Nach den ersten Erfolgen mit dem BT3, entwickelte Ron Tauranac für die Formel-1-Saison 1963 einen neuen Monoposto-Rennwagen. Basis war der BT3, der an einigen wesentlichen Bereichen nachhaltig verändert wurde. Die Aufhängungen wurden überarbeitet und das anfällige Colotti-Francis-Getriebe wurde durch ein Hewland-5-Gang-Schnellschaltgetriebe ersetzt. Bei Brabham wurden zwei BT7 gebaut, die beide eine neue Karosserie bekamen. Zu Teameigner Jack Brabham kam Dan Gurney als neuer Fahrer ins Team.
Sein Debüt gab der BT7 beim Großen Preis von Monaco mit Dan Gurney am Steuer. Gurney ging von sechsten Startplatz aus ins Rennen, schied jedoch nach einem Schaden am Differential aus. Beim nächsten Rennen, dem Großen Preis von Belgien, fuhr Gurney den BT7 als Dritter erstmals aufs Podium. Durch weitere Spitzenplätze von Gurney und Brabham erreichte das Team am Ende des Jahres den dritten Rang in der Konstrukteursmeisterschaft.
1964 wurde der BT7 zu einem der schnellsten Wagen der Saison, war aber nicht besonders standfest. Gurney gewann zwar mit seinen Erfolgen in Frankreich und Mexiko zwei Weltmeisterschaftsläufe, er und Brabham hatten aber viele technische Defekte, weshalb am Ende des Jahres nur der vierte Rang im Konstrukteurspokal blieb. Im Werksteam wurde der BT7 schon Ende des Jahres 1964 durch die BT11 ersetzt, die ursprünglich als Kundenversionen des BT7 geplant waren. 1965 wurden die beiden BT7 an Rob Walker verkauft, der die Wagen für seinen Piloten Jo Siffert einsetzte.